# Нероденият
„Нероденият“ (на английски: The Unborn) е американски филм на ужасите от 2009 г., написан и режисиран от Дейвид С. Гойер (последната му режисура в пълнометражен филм). Във филма участват Одет Анабъл, Гари Олдман, Меган Гуд, Кам Жиганде, Джеймс Ремар, Джейн Александър и Идрис Елба.. Филмът е продуциран от Майкъл Бей и неговата производствена компания „Plantinum Dunes“. Филмът е пуснат по кината на 9 януари 2009 г. от Universal Pictures.